# Lennart Kaij
Harald Lennart Kaij, född 19 maj 1924 i Halmstad, död 12 december 1985, var en svensk läkare.

## Biografi
Efter studentexamen i Halmstad 1943 blev Kaij medicine kandidat 1946, medicine licentiat 1951 samt medicine doktor och docent vid Lunds universitet 1961. Han var underläkare och amanuens vid psykiatriska kliniken vid Lunds lasarett 1952–56, medicinska kliniken vid Malmö allmänna sjukhus 1956, biträdande överläkare vid psykiatriska kliniken vid Lunds lasarett från 1957 samt professor i psykiatri och överläkare vid Malmö allmänna sjukhus från 1969.